# USS Endicott (DD-495)
USS Endicott (DD-495/DMS-35), là một tàu khu trục lớp Gleaves được Hải quân Hoa Kỳ chế tạo trong Chiến tranh Thế giới thứ hai. Nó đã tham gia suốt Thế Chiến II, cải biến thành một tàu quét mìn cao tốc với ký hiệu lườn DMS-35, sống sót qua cuộc xung đột rồi tiếp tục phục vụ trong cuộc Chiến tranh Triều Tiên, trước khi ngừng hoạt động năm 1955 và bị tháo dỡ năm 1970. Nó là chiếc tàu chiến duy nhất của Hải quân Hoa Kỳ được đặt theo tên Samuel Endicott, thủy thủ phục vụ trên chiếc USS Enterprise (1799) trong cuộc Chiến tranh Barbary thứ nhất.

## Thiết kế và chế tạo
Endicott được chế tạo tại xưởng tàu của hãng Seattle-Tacoma Shipbuilding Corp. ở Seattle, Washington. Nó được đặt lườn vào ngày 1 tháng 5 năm 1941; được hạ thủy vào ngày 5 tháng 4 năm 1942, và được đỡ đầu bởi cô Bettie L. Rankin. Con tàu được cho nhập biên chế cùng Hải quân Hoa Kỳ vào ngày 25 tháng 2 năm 1943 dưới quyền chỉ huy của Thiếu tá Hải quân W. S. Heald.

## Lịch sử hoạt động

### Mặt trận Đại Tây Dương
Endicott tiến hành chạy thử máy ngoài khơi bờ biển San Diego trước khi được lệnh tham gia Hạm đội Đại Tây Dương Hoa Kỳ. Trong năm hoạt động đầu tiên, nó hộ tống hai đoàn tàu vận tải đi châu Phi và một đoàn tàu đi Ireland, Panama và Trinidad. Để chuẩn bị cho các cuộc đổ bộ tại Châu Âu, nó phục vụ hộ tống cho các tàu buôn và tàu vận tải cho đến ngày 24 tháng 5 năm 1944, khi nó mắc tai nạn va chạm với chiếc tàu chở hàng SS Exhibitor, và bị buộc phải được sửa chữa tại Cardiff, South Wales.
Endicott gia nhập trở lại hạm đội vào ngày 12 tháng 7, hộ tống các tàu đổ bộ LST và LCI đi sang Địa Trung Hải tập trung lực lượng để tham gia Chiến dịch Dragoon, cuộc đổ bộ của lực lượng Đồng Minh lên miền Nam nước Pháp. Nó đã cùng các pháo hạm Anh lớp Insect HMS Scarab, HMS Aphis và 17 xuồng phóng lôi tiến hành một cuộc tấn công phân tán lên bờ biển La Ciotat. Cuộc tấn công nghi binh đã thành công đánh lừa được đối phương, và nó đánh chìm một tàu buôn Đức trong khi bắn phá. Nó sau đó vội vã giải cứu cho hai chiếc pháo hạm Anh đang bị áp đảo bởi hai tàu chiến Hải quân Đức Nimet Allah và Capriola, đánh chìm cả hai sau đó. Nó tiếp tục hỗ trợ các hoạt động ven biển ngoài khơi miền Nam nước Pháp, khi hộ tống một đoàn tàu đi đảo Corse, và hộ tống chiếc HMS Eastway đi Salerno.
Endicott được đại tu và huấn luyện ôn tập từ tháng 10 cho đến cuối năm 1944. Đến tháng 1 năm 1945, nó lên đường đi ngang qua Bermuda để gặp gỡ Đội đặc nhiệm 21.5, làm nhiệm vụ hộ tống chiếc tàu tuần dương hạng nặng Quincy (CA-71) đưa Tổng thống Franklin D. Roosevelt đi dự Hội nghị Yalta, trước khi quay trở về New York.

### Mặt trận Thái Bình Dương
Endicott hộ tống một đoàn tàu vận tải đi sang Oran vào giữa tháng 4, rồi đi đến Xưởng hải quân Charleston để được cải biến thành một tàu quét mìn cao tốc. Nó được xếp lại lớp với ký hiệu lườn mới DMS-35 vào ngày 30 tháng 5 năm 1945. Được phái sang khu vực Thái Bình Dương, nó đi đến San Diego ba ngày sau khi Nhật Bản chấp nhận đầu hàng. Trình diện để phục vụ cùng Lực lượng Đặc nhiệm 52 tại Okinawa vào ngày 23 tháng 9, nó hoạt động quét mìn tại Hoàng Hải, được cử làm soái hạm của đội quét mìn, và sau đó tiến hành các hoạt động tương tự tại vùng biển nội địa Nhật Bản và khu vực Kure.
Quay trở về Hoa Kỳ để đại tu vào tháng 5 năm 1946, Endicott hoạt động ngoài khơi trong các cuộc tuần tra thời bình và thực tập tại chỗ cho đến khi Chiến tranh Triều Tiên nổ ra.

### Chiến tranh Triều Tiên
Vào tháng 6 năm 1950, Endicott nhổ neo đi sang khu vực bờ biển Triều Tiên nơi nó bảo vệ cho các tàu sân bay hộ tống Badoeng Strait (CVE-116) và Sicily (CVE-118). Đi đến Chinhae Wan vào tháng 8, nó hỗ trợ trực tiếp cho lực lượng Liên Hợp Quốc, và vào ngày 15 tháng 9 đã hộ tống cho một tàu đổ bộ LST Nam Triều Tiên đánh phá các đường tiếp vận phía hậu phương đối phương tại Chang Sa Dong. Khi chiếc LST bị mắc cạn, nó đã túc trực bảo vệ cho đến khi được giải cứu. Nó tiếp tục quấy phá đối phương sau cuộc đổ bộ lên Inchon, di chuyển dọc bờ Đông bán đảo Triều Tiên và hỗ trợ lực lượng quét mìn. Trong thời gian còn lại của năm, nó trợ giúp quét mìn tại khu vực Wonsan và sau đó là Hungnam, trước khi diễn ra cuộc triệt thoái do áp lực tấn công của Quân giải phóng Trung Quốc. Nó cũng tham gia hoạt động vào ngày 12 tháng 10, cuộc đụng độ khiến hai tàu quét mìn Hoa Kỳ bị đánh chìm.
Vào tháng 1 năm 1951, Endicott giải cứu thủy thủ đoàn của chiếc tàu frigate Thái Lan Prase bị mắc cạn và canh phòng cho đến khi Prase bị đánh đắm. Đến đầu tháng 2, nó dẫn đầu một đội quét mìn bắn phá cảng Wonsan và càn quét khu vực phía Bắc. Sau khi được đại tu tại San Diego, nó tiếp tục phục vụ lượt thứ hai tại Triều Tiên, trình diện cùng Tư lệnh Lực lượng Hải quân vào tháng 10, và đảm nhiệm vai trò tuần tra và bắn phá bờ biển. Trong nữa đầu năm 1952, nó tuần tra tại Songjin, và trong bốn tháng cuối năm được đại tu tại Xưởng hải quân Long Beach. Sang đầu năm 1953, nó lại lên đường đi sang Viễn Đông, tuần tra và hỗ trợ hỏa lực cho các hoạt động quét mìn tại khu vực Triều Tiên. Nó được sửa chữa tại Long Beach trong tháng 8, và sau đó hoạt động thực tập tại chỗ và tập trận hạm đội tại vùng bờ Tây.
Vào ngày 17 tháng 8 năm 1954, Endicott được cho xuất biên chế và đưa về lực lượng dự bị tại San Diego. Nó được xếp trở lại ký hiệu lườn DD-495 vào ngày 15 tháng 7 năm 1955. Tên nó được cho rút khỏi danh sách Đăng bạ Hải quân vào ngày 1 tháng 11 năm 1969, và lườn tàu bị bán để tháo dỡ vào ngày 6 tháng 10 năm 1970.